# Krówka opatowska

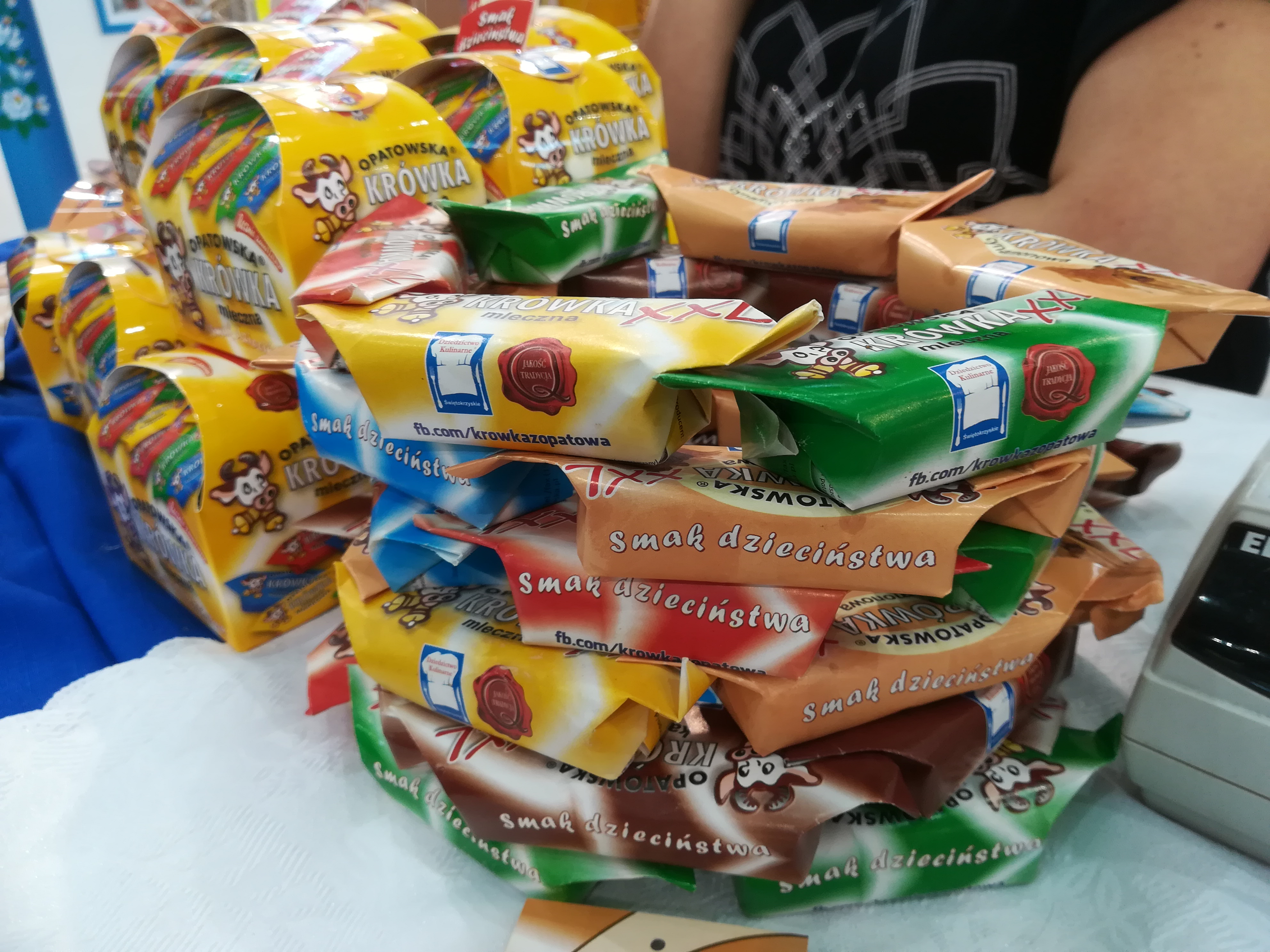
Krówki opatowskie na targach Smaki Regionów w Poznaniu (2019)

Krówka opatowska – cukierek typu krówka, regionalny produkt cukierniczy, charakterystyczny dla województwa świętokrzyskiego. 7 lutego 2011 wpisany na polską listę produktów tradycyjnych.

## Historia i produkcja
Krówkę opatowską wyrabia się od 1980 w Okręgowej Spółdzielni Mleczarskiej w Opatowie. Metoda produkcji pozostaje od tego czasu niezmienna. Głównym surowcem do produkcji jest mleko pozyskiwane od rolników z powiatu opatowskiego, do którego dodaje się m.in. syrop ziemniaczany, cukier i margarynę. Nie używa się w procesie produkcyjnym środków barwiących. Większość czynności produkcyjnych odbywa się ręcznie. Urządzenia, jakich używa się w procesie wytwarzania krówek, to mieszalniki, wyparki oraz sonda do zagęszczania mleka.
Masa jest gotowana i w wysokiej temperaturze wylewana na stoły chłodnicze, gdzie ulega tężeniu. Po schłodzeniu krojona jest ręcznie (najpierw na płaty, a następnie w kostki) i ręcznie zawijana w owijki. Oprócz cukierków tradycyjnych produkowane są m.in. krówki z makiem, rodzynkami, kokosem lub sezamem.

## Charakterystyka produktu
Kształt cukierków jest prostokątny, a powierzchnia gładka, z lekkim połyskiem. Wymiary to 15 × 22 × 35 mm, a masa to 35-40 gramów. Barwa jest jednolita – na całej powierzchni jasnobrązowa, a na przekroju trochę jaśniejsza. Konsystencja jest ciągliwa, przechodzącą w kruchą. W środku znajduje się charakterystyczna łezka ciągliwego wnętrza. Zapach jest mleczny i słabo wyczuwalny, a w smaku dominuje słodki kondensat mleczny ze słabo wyczuwalną wanilią.

## Nagrody
Za tradycyjny smak produkt uzyskał m.in. tytuł Perły Regionu 2010 oraz I miejsce w konkursie Nasze Dziedzictwo Kulinarne – Świętokrzyskie. W 2012 wyróżniono go certyfikatem Doceń polskie oraz tytułem Top Produkt.